# Zachar Berkut
Zachar Berkut (ukrainska: Захар Беркут, engelska: The Rising Hawk) är en amerikansk-ukrainsk långfilm från 2019 i regi av Achtem Seitablajev och John Wynn. Filmen bygger på en historisk roman med samma namn av Ivan Franko. Filmen har undertiteln У свободі моя сутність (Min essens ligger i friheten).
Den ukrainsk-dubbade versionen släpptes i Ukraina den 10 oktober 2019. Den engelskspråkiga originalversionen släpptes först på begränsade biografer i Lettland, Litauen och Estland den 28 februari 2020.

## Handling
1241, den mongoliska horden ledd av khan Burundi rör sig västerut och förstör allt i sin väg. När de når de höga Karpaterna stannar armén dess fot. Men på natten smyger flera lokala jägare, bröderna Berkut, in i lägret och befriar fångar. Den arga khanen bestämmer sig för att direkt gå för att hämnas genom att förstöra bosättningarna i Karpaterna. För att göra detta hittar han en förrädare bland lokalbefolkningen, som avslöjar en hemlig passage i bergen för honom. Men en liten grupp bergsbor ledda av Zachar Berkut har en plan för att stoppa den stora fienden för alltid.

## Rollista
Filmen spelades in på engelska, men för den ukrainska marknaden dubbades filmen till ukrainska av Postmodern Postproduction på beställning av distributören MMD UA.
| Roll                                      | Skådespelare                   | Ukrainsk röst                                        |
| ----------------------------------------- | ------------------------------ | ---------------------------------------------------- |
| Zachar Berkut, Tuchljansks äldste, healer | Robert Patrick                 | Mychajlo Zjonin                                      |
| Maksim, Zachar Berkuts yngsta son         | Alex McNicoll                  | Ivan Rozin                                           |
| bojar Tugar Vovk                          | Tommy Flenagan                 | Andrij Mostrenko                                     |
| Ivan, Maksims bror                        | Rocky Myers                    | Roman Tjornyj                                        |
| Myroslava, dotter till Tugar Vovk         | Poppy Drayton                  | Antonina Jakusjeva-Chyzjnjak                         |
| Peter, dum smed                           | Andriy Isaenko                 |                                                      |
| Vakt, Tugar-krigare                       | Oleh Volosjtjenko              | Kyrylo Nikitenko                                     |
| Rada Berkut, Zachars fru                  | Alison Dudy                    | Valentina Sova                                       |
| Rosana                                    | Alina Kovalenko                |                                                      |
| Burundi, mongolisk krigsherre             | Tsegmid Tserenbold             |                                                      |
| Nerhui                                    | Ayan Otepbergen                |                                                      |
| Chorun                                    | Viktor Zjdanov                 |                                                      |
| Merke                                     | Jerzjan Nurimbet               |                                                      |
| tusendekung                               | Daulet Abdigaparov             |                                                      |
| Levko                                     | Oleg Stefan                    |                                                      |
| Bohun                                     | Oliver Treven                  | Oleh "Fahot" Michajlut                               |
| Ustia                                     | Maryna Kosjkina                |                                                      |
| Falk                                      | Stanislav Lozovskyj            | Dmytro Rasskazov-Tvarkovskyj                         |
| mamma Sonka                               | Viktoria Klesjtjenko-Pylyptjuk |                                                      |
| Övriga röster                             |                                | Serhij Solopaj Jevhen Pasjyn Maria Bruni Dmytro Sova |

## Produktion

### Förproduktion
Under förproduktionen, i november 2017, lyckades skaparna av filmen från Kinorob få stöd från Ivan Franko International Fund, lett av den berömda författaren Roland Franks barnbarn, som agerade officiell konsult för historisk riktighet. Samarbetsavtalet undertecknades den 24 november 2017.
Därefter, i december 2017, tecknade Kinorob ett kontrakt med sitt moderbolag FILM. UA Group om att tillhandahålla ett paket tjänster på särskilda villkor för produktion, marknadsföring och distribution av filmen.

### Finansiering
Filmen Zachar Berkut vann Ukrainas statliga filminstitut nionde konkurrenskraftiga urval av filmprojekt. Filmens budget skulle bli 75 miljoner hryvnia, varav 30 miljoner var stöd från det statliga filminstitutet, men filmens slutliga totala budget landade på 113,5 miljoner hryvnia.

### Manus
Filmens manus skrevs av Jaroslav Vojtsesjek och Richard Ronat baserat på romanen Zachar Berkut av den ukrainska författaren Ivan Franko. I sin videoblogg berättade regissören Achtem Sejtablajev att huvudinnehållet i Ivan Frankos verk har bevarats, men nya karaktärer och berättelser har lagts till i filmen.

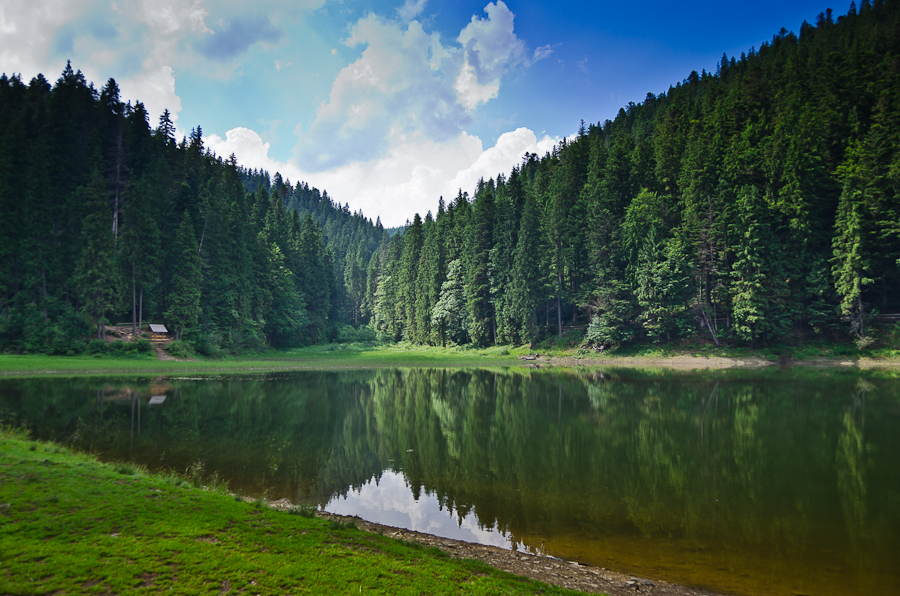
Sjön Synevyr, där filmen spelades in

### Inspelning
Större delen av filmen spelades in sommaren 2018 i Karpaterna och i närheten av Kiev. Bland de filmplatserna återfanns sjön Synevyr.
Den 13 juni 2018 meddelades att filmteamet fick sällskap av kollegor från Hollywood, nämligen regissören John Wynn som regisserade filmen, samt producenterna Jeff Rice, Yuri Karnovsky och Raja Collins. Det ukrainska teamet, ledd av Achtem Sejtablajev, ansvarade för hela den kreativa och konstnärliga delen av Zachar Berkut, och det amerikanska teamet bidrog med kommunikation med den internationella skådespelaren och med att marknadsföra projektet på den nordamerikanska marknaden.
Inspelningen inleddes den 15 juni 2018 i Transkarpatien i Synevyrska Poljana och varade fram till 1 september 2018.

### Ledmotiv
Den ukrainska musikgruppen Okean Elzy skrev låten "Pereval", som användes som ledmotiv i filmen.

## Marknadsföring och distribution

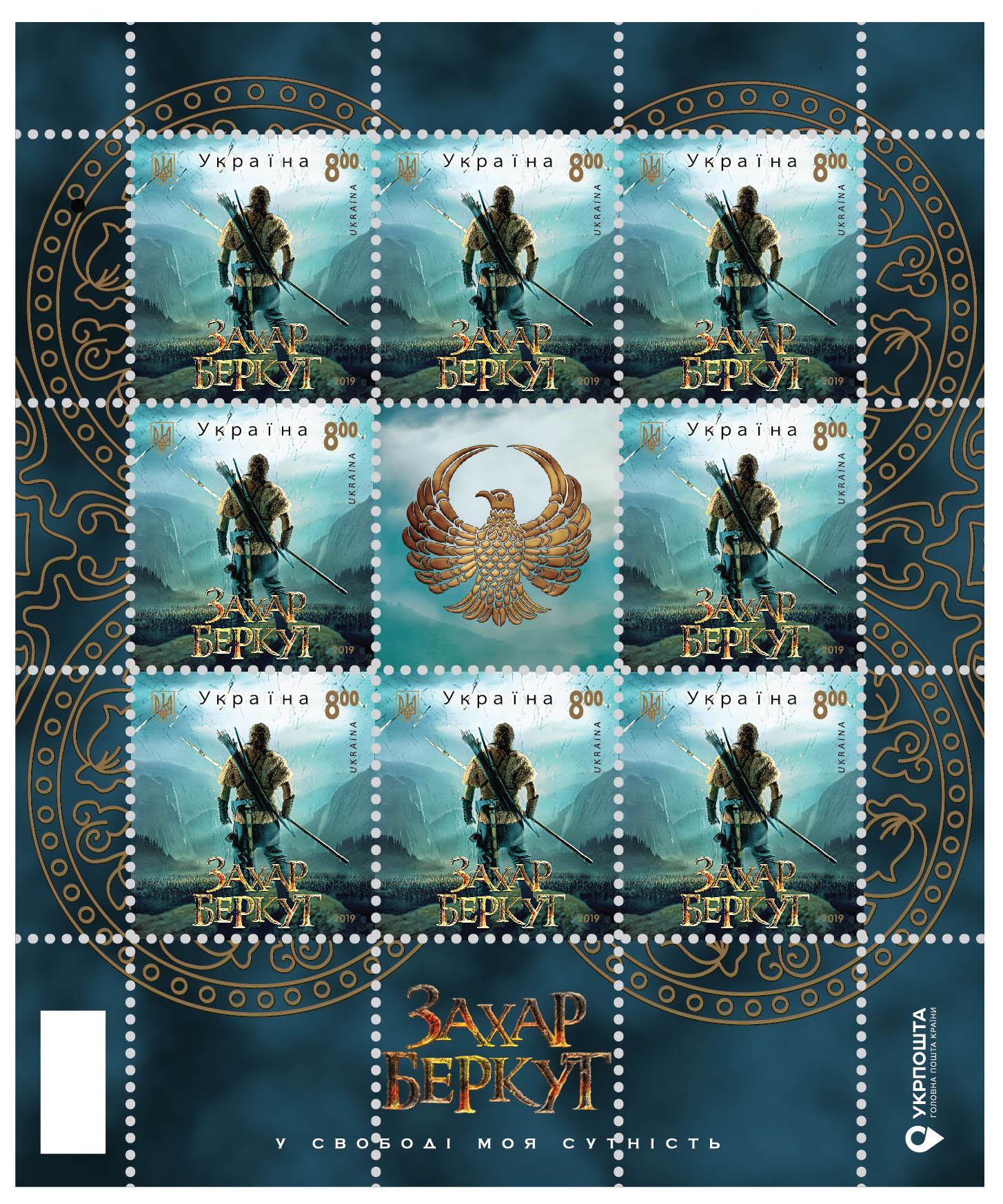
Frimärke utfärdat för att uppmärksamma filmen "Zachar Berkut" (2019)

### Marknadsföring
I början av september 2019 återutgav det Charkiv-baserade förlaget KSD Ivan Frankos originalroman "Zachar Berkut" med filmens omslag.
I början av oktober 2019 gav Sparbanken (Ощадбанк) ut ett jubileumsmynt med ett nominellt värde på "500 Kamerunska franc" med motiv från filmen "Zachar Berkut". I början av oktober släppte ukrainska postväsendet en jubileumssamling frimärken med motiv från filmen.

### Distribution på bio och VOD och TV-sändningar i Ukraina
Den ukrainska versionen av filmen med ukrainsk dubbning planerades ursprungligen att släppas den 10 oktober 2019 med UFD som distributör.Senare tillkännagavs det att filmdistributören i Ukraina bytts från UFD till MMD UA, men släppdatumet förblev oförändrat — 10 oktober 2019.
Den 8 mars 2020 hade filmens ukrainskspråkiga version VOD-premiär i Ukraina på plattformen sweet.tv.
Den 14 oktober 2020 hade filmens ukrainskspråkiga version TV-premiär i Ukraina på TV-kanalen TRK Ukraina.

### Distribution på bio och VOD/DVD utomlands
Mellan 2019 och 2020 sålde filmskaparna rättigheterna att visa filmen i Baltikum, Spanien, Nederländerna och Flandern, tysktalande områden, Nordamerika, Italien, Storbritannien/Irland och Australien/Nya Zeeland. Bland de företag som tidigare förvärvat rättigheterna att hyra eller släppa filmen på hemmavideo fanns följande företag: Volga Lithuania/Latvia/Estonia (Altikum), Flins & Piniculas (Spanien), Capelight Pictures (tysktalande områden), Shout Factory (USA, Kanada), Eagle Pictures Spa (Italien), Signature Entertainment (Storbritannien, Irland), Eagle Entertainment (Australien, Nya Zeeland) och Première TV Distribution / Source 1 Media (Nederländerna, Flandern).

## Intäkter
Den första veckan tjänade filmen in 13,3 miljoner hryvnia (148,1 tusen sålda biljetter). Om man räknar filmen som en enbart ukrainsk produktion (och inte tar hänsyn till att det var en ukrainsk-amerikansk samproduktion) är den den tredje mest inkomstbringande ukrainska filmen 2018 räknat den första veckan på bio: Vykradena pryntsesa Princess: Ruslan i Ljudmyla (21,5 miljoner hryvnia), Ja, Ty, Vin, Vona (15,4 miljoner hryvnia), Skazjene Vesillja (13,1 miljoner hryvnia) och DZIDZIO Persjyj Raz (11,6 miljoner hryvnia).